# Palo Gordo, Hidalgo
Palo Gordo är en ort i Mexiko.   Den ligger i kommunen San Bartolo Tutotepec och delstaten Hidalgo, i den sydöstra delen av landet, 150 km nordost om huvudstaden Mexico City. Palo Gordo ligger 1 395 meter över havet och antalet invånare är 279.
Terrängen runt Palo Gordo är bergig åt sydost, men åt nordväst är den kuperad. Runt Palo Gordo är det ganska tätbefolkat, med 60 invånare per kvadratkilometer. Närmaste större samhälle är San Bartolo Tutotepec, 10,2 km söder om Palo Gordo. I omgivningarna runt Palo Gordo växer i huvudsak städsegrön lövskog.